# Югюлятский наслег
Югюлятский наслег ( якут. Үгүлээт) — сельское поселение в Вилюйском улусе Якутии Российской Федерации. Административный центр — село Кюбяинде. На 1 января 2017 года — 240 хозяйств, 583 жителей. Свыше 160 домовладений. Имеются: почтовое отделение (отделение ФГУП «Почта России»), администрация МО «Югюлятский наслег», участковая больница, средняя общеобразовательная школа (МБОУ «Югюлятская СОШ им. И.В.Яковлева»), 89 учащихся на 2016 год, детский сад (МБДОУ «Тугутчаан»), библиотека, 2 магазина, пекарня, культурно-спортивный комплекс, памятник воинам-землякам, погибшим в годы Великой Отечественной войны. Село Кюбяинде имеет сетевую газификацию и летнее водоснабжение.

## Природно-географические условия
Югюлятский наслег расположен к северу от улусного центра в 180 км. На севере территория граничит с Оленекским и Жиганскими улусами, на юго-западе с Верхневилюйским улусом. Последняя граница была утверждена на улусном собрании 1 июля 1998 года и постановлением улусной администрации от 18 ноября 1998 года за №353п. Площадь наслега составляет примерно 11993,48 кв. км². Уклад жизни местных жителей впрямую зависит от близкого расположения реки Тюнг.  Тюнг второй по величине приток Вилюя. Река Тюнг имеет 2274 водотоков с суммарной протяженностью 15204 км. На бассейне реки находятся множество озёр богатых рыбой. Болота распространены повсеместно. Половодье наблюдается в мае и продолжается обычно до 45 суток. Самое длинное половодье наблюдалось до 54 суток в 1966-67 гг. Начало половодья может существенно колебаться. Например, самое раннее зарегистрированное половодье наблюдалось 8 мая 1967 года и самое позднее 25 мая 1964 года. В последние годы из-за повсеместного изменения климата эти показатели могут отличаться. Климат характеризуется резкой континентальностью, но под влиянием Вилюйской ГЭС летом наблюдаются частые дожди, зимой облачность. Наибольшее количество осадков выпадает в теплое время года. Среднегодовое количество осадков по данным до 80 года составляет 260 мм на территории наслега. Начиная с 2005 года, на территории наслега наблюдается большое количество длительных проливных дождей, связанных с изменением климата. Река Тюнг характеризуется сильным меандрированием, карстовыми явлениями, самый высокий зарегистрированный уровень поднятия реки наблюдалось 5 июня 1977 года – 935 см. С 1988 года местная метеостанция была учреждена в гидрометеоролгический пост, который действовал до 1997 года. Поэтому последние данные не сохранены.
По верховью реки наблюдаются очень живописные места, по берегам обрывы скал, останцов, ложе реки галечное, река богата рыбой ценных пород, гнездуется большое количество водоплавающей птицы. Все это определило образование 8 февраля 1989 года решением сессии депутатов сельского Совета (председатель Семенов Николай Николаевич) охранной зоны на территории Амысаха, Муостаха, Тысакыта, Чимидикээнэ. Территория охранной зоны занимает площадь размером 510 993,0 га. На охранной зоне экспедицией ЯГУ были обнаружены места произарастания родиолы розовой, на скальных образованиях растет растение их семейства папортниковых, именуемое в народе «бэрэ ото» и очень ценимое из-за лекарственных свойств.
Территория расположена в таёжно-аласной зоне, относящейся к Вилюйской группе. Сенокосы и пастбища находятся в основном в аласах по берегам озёр, болотистых местах по долинам речушек и на отдаленных закочкаренных угодьях. Травы сенокосов и пастбищ представлены разнотравьем. Основной лесообразующей породой тайги являются лиственные и хвойные деревья. Почва, как и по всей Якутии, образовалась в специфичных условиях вечной мерзлоты в сочетании с общеизвестным фактором почвообразования. Почва хозяйства с подзолисто-супесчаным, таёжно-перегнойно-глеевым грунтом. Общая площадь сельскохозяйственных угодий составляет 1840 га, из них, сенокосы – 861, пастбища – 977 га, пашни - 2.
На территории наслега имеется газовое месторождение (СреднеТюнгское). Известны месторождения бурого угля, многих минералов, алмаза, наносного золота. На дне озёр имеется ценное сырье – сапрапель».
На территории Югюлятского наслега находится республиканский ресурсный резерват «Тимирдикэн».

## История
Статус и границы сельского поселения установлены Законом Республики Саха (Якутия) от 30 ноября 2004 года N 173-З N 353-III "Об установлении границ и о наделении статусом городского и сельского поселений муниципальных образований Республики Саха (Якутия).
Статус наслега присвоена в 1911 году.

## Население
Население наслега в 1989 году достигло до 736 человек. С начала 1990-х годов в связи с закрытием совхоза и потерей жителями наслега рабочих мест происходит быстрое сокращение численности коренного населения, обусловленное высокой смертностью, низкой рождаемостью и оттоком населения в районный центр. С 2000-х годов резко (примерно втрое) сократилось поголовье домашнего скота, Были закрыты метеостанция, краеведческий музей, филиал ОАО «Сбербанк России». 
| 2002 | 2010 | 2011 | 2012 | 2013 | 2014 | 2015 |
| ---- | ---- | ---- | ---- | ---- | ---- | ---- |
| 600  | ↗619 | →619 | ↘612 | ↘600 | ↘586 | ↗596 |
| 2016 | 2017 | 2018 | 2019 | 2020 | 2021 |      |
| ↘592 | ↘583 | ↘570 | ↗577 | ↘561 | ↘560 |      |

## Экономика
Жители наслега заняты индивидуальным сельским хозяйством на приусадебных участках, в незначительной степени — фермерским хозяйством и торговлей.
. Среднетюнгское газоконденсатное месторождение - месторождение, расположенное в Югюлятском наслеге Вилюйского улуса. Недропользователь - ПАО "Газпром". Оператор - АО "Сахатранснефтегаз". Год открытия месторождения - 1976-й. Год разработки - 2007 г. Балансовые запасы газа - 9,2 млрд куб м. Для разработки месторождения создан вахтовый поселок. Отсюда газ поставляется в три населенных пункта: Кюбяинде, Тербяс и Усун. Проезд по зимнику "Кысыл-Сыр - Среднетюнгск" осуществляется с ноября по май. На СТГКМ имеется мобильная связь - МТС и Билайн. Сооружено нефтехранилище, ведется промышленное бурение.

## Состав сельского поселения
| № | Населённый пункт | Тип населённого пункта       | Население |
| - | ---------------- | ---------------------------- | --------- |
| 1 | Кюбяинде         | село, административный центр | ↘560      |